# Nesticella songi
Nesticella songi là một loài nhện trong họ Nesticidae.
Loài này thuộc chi Nesticella. Nesticella songi được miêu tả năm 2004 bởi Jun Chen & Zhu.